# 大横站
大横站是一个峰福线上的铁路车站，位于福建省南平市延平区大横镇，建于1994年，目前为五等站，邮政编码为353033。目前客运：办理旅客乘降；行李、包裹托运；货运：办理整车货物发到。